# Ifigenia Cruel (ópera de Roberto Téllez Oropeza)
Ifigenia Cruel es una ópera en tres actos basada en el poema dramático homónimo de Alfonso Reyes y puesta en metro músico por Roberto Téllez Oropeza.

## Acción

### Acto único
El poema dramático de Alfonso Reyes retoma el mito griego de Ifigenia en Táuride. La trama presupone el conocimiento de una historia previa. Ahí, se narra que la hija de Agamenón y de Clitemnestra estaba destinada al sacrificio para lograr el favor de los dioses al inicio de la guerra de Troya. Al momento de ser sacrificada, la diosa Artemisa se apiadó de la víctima y la cambió por una cierva al tiempo que transportó a Ifigenia a su templo en la isla de Táuride. Ahí debía cumplir la tarea de sacrificar a todos los extranjeros que llegaran a la isla. Diez años después de estos sucesos, al término de la guerra de Troya, Agamenón regresó a Tebas donde fue asesinado por Clitemnestra. El hijo de ambos, Orestes, logró huir del reino y esconderse durante muchos años hasta alcanzar la edad adulta. Es entonces que regresó a su patria y mató a su madre en venganza por el asesinato de su padre. En castigo por el matricidio fue perseguido por las diosas de la venganza, las Erinias. Un oráculo le reveló que tan sólo lograría expiar su culpa si iba a Táuride. Es en este momento del mito en que se inicia el drama Ifigenia Cruel de Alfonso Reyes. El poeta introdujo un cambio fundamental: desde el momento en que Ifigenia fue salvada de las aras por Artemisa y llevada a su santuario ha perdido la memoria. Ahora, al inicio del drama, a casi 20 años de vivir sin saber su origen e ignorando que procede de una familia maldecida por los dioses desde hace varias generaciones, llega su hermano Orestes y su primo Pílades a Táuride. Ifigenia debe sacrificarlos, pero después de un largo diálogo, ella los reconoce, recuerda quién es, y sabe de la maldición de la familia. Orestes funciona, así, a modo de mensajero y guía que la regresa a su antigua biografía. Pero Ifigenia se niega a aceptar tal carga. El drama termina cuando ella renuncia a cualquier lazo familiar y a su memoria para regresar a la obscuridad del templo de Artemisa. 

## Estilo

### Libreto
El drama de Alfonso Reyes fue escrito en 1924. En él, su autor recapitula las estructuras dramáticas de la tragedia griega. De tal modo, el texto sigue parámetros clásicos, está escrito en verso, utiliza el coro al modo de la tragedia griega, etc. Roberto Téllez Oropeza, al igual que después de él Leandro Espinosa, utiliza el poema dramático como libreto. Por tal hecho, la ópera de Roberto Téllez Oropeza (y también la de Leandro Espinosa) se clasifica en la categoría de la ópera literaria donde el compositor prescinde de la colaboración con un libretista e utiliza una obra de teatro no escrita intencionalmente para ser puesta en metro músico. La obra transcurre en un acto y cinco escenas que son llamadas por Alfonso Reyes «tiempos». Roberto Téllez Oropeza reparte las cinco escenas en tres actos

### Música
La evolución de la escritura de la música de Roberto Téllez Oropeza se caracterizó por ir de la tonalidad a la atonalidad y el dodecafonismo en el último periodo de su vida. También en esta época de su vida se dedicó más a la composición de obras escéncias produciendo tres de sus cuatro óperas en esta época.

## Datos históricos
La ópera fue escrita en 1976. Fue la penúltima que escribiera su autor después de escribir la ópera Nezahualcóyotl, la única de sus cuatro óperas que ha sido estrenada, y La gracia de ser fea. La última ópera que escribiría, después de Ifigenia Cruel, sería Acapulco en 1978, tampoco estrenada.

## Literatura complementaria
* Diccionario de la música española e hispanoamericana (DMEH), obra auspiciada por la Sociedad General de Autores y Editores (SGAE) y por el Instituto Nacional de las Artes Escénicas y de la Música (INAEM) del Ministerio de Educación, Cultura y Deporte de España.
* Gabriel Pareyón. Diccionario de Música en México. México: Secretaría de Cultura de Jalisco 1995.,

## Enlaces
* http://www.operacalli.com/jose_octavio_sosa/apuntes_sobre_la_opera_mexicana.htm (enlace roto disponible en Internet Archive; véase el historial, la primera versión y la última).
- Datos: Q5908932